# Liste der Nummer-eins-Hits in Schweden (2013)
Dies ist eine Liste der Nummer-eins-Hits in Schweden im Jahr 2013. Sie basiert auf den offiziellen Single und Album Top 60, die im Auftrag der Grammofon Leverantörernas Förening (GLF), dem schwedischen Vertreter der International Federation of the Phonographic Industry, erstellt werden.

## Singles
| ← 2012 ← | Liste der Nummer-eins-Hits in Schweden | Liste der Nummer-eins-Hits in Schweden   | Liste der Nummer-eins-Hits in Schweden | 2014 → |
| \| Zeitraum \| Wo. ges. \| Interpret \| Titel Autor(en) \| Zusätzliche Informationen \| \| (Zeitraum, Wochen auf Platz eins, Interpret, Titel, Autor[en], zusätzliche Informationen) \| \| \| \| \| \| ----------------------------------------------------------------------------------------- \| -------- \| ---------------------------------------- \| ---------------------------------------------------------------------------------------------------------------------------------------------------------------- \| --------------------------------------------------------------------------------------------------------------------------------------------------------------------------------------------------------------------------------------------------------------------------- \| \| 28. Dezember 2012 – 3. Januar 2013 1 Woche \| 1 \| Imagine Dragons \| Radioactive Alexander Grant, Dan Reynolds, Wayne Sermon, Ben McKee, Josh Mosser \| – \| \| 4. Januar 2013 – 10. Januar 2013 1 Woche \| 1 \| Darin \| En apa som liknar dig \| In der dritten Staffel von Så mycket bättre sang Darin dieses Lied von Olle Ljungström aus dem gleichnamigen Album aus dem Jahr 2000. \| \| 11. Januar 2013 – 31. Januar 2013 3 Wochen \| 3 \| Aki feat. Kapten Röd \| När solen går ner \| Der Rapper Aki ist Mitglied von Labyrint, der Dancehall-Musiker Kapten Röd war im Vorjahr schon auf dem Debütalbum der Gruppe vertreten gewesen. \| \| 1. Februar 2013 – 21. Februar 2013 3 Wochen (insgesamt 4) \| 4 \| Passenger \| Let Her Go Mike Rosenberg \| – \| \| 22. Februar 2013 – 7. März 2013 2 Wochen \| 2 \| Zara Larsson \| Uncover Robert Habolin, Gavin Jones, Markus Sepehmanesh \| Fünf Jahre nach ihrem Castingshowsieg hatte die junge Schwedin ihren ersten Hit, der auch in Norwegen Platz eins und in Dänemark Platz drei erreichte. \| \| 8. März 2013 – 14. März 2013 1 Woche (insgesamt 4) \| 4 \| Passenger \| Let Her Go Mike Rosenberg \| – \| \| 15. März 2013 – 18. April 2013 5 Wochen \| 5 \| Robin Stjernberg \| You Joy Deb, Linnea Deb, Robin Stjernberg, Joakim Harestad Haukaas \| Mit diesem Titel vertrat der ehemalige Castingshowfinalist Schweden beim Heim-Grand-Prix. \| \| 19. April 2013 – 9. Mai 2013 3 Wochen \| 3 \| Pink feat. Nate Ruess \| Just Give Me a Reason Jeff Bhasker, Alecia Moore, Nate Ruess \| Auch bei ihrem ersten schwedischen Nummer-eins-Hit vor 12 Jahren hatte die US-Sängerin Unterstützung: Lady Marmalade sang sie im Quartett. \| \| 10. Mai 2013 – 27. Juni 2013 7 Wochen \| 7 \| Macklemore & Ryan Lewis feat. Ray Dalton \| Can’t Hold Us Ryan Lewis, Ben Haggerty, Ray Dalton \| Mit dem ersten Hit Thrift Shop erreichte das Duo Platz zwei und war noch mehrere Wochen in den Top fünf, während der zweite Hit schon auf Platz eins stand. \| \| 28. Juni 2013 – 19. September 2013 12 Wochen \| 12 \| Avicii \| Wake Me Up Tim Bergling, Mike Einziger, Aloe Blacc, Ash Pournouri \| Der zweite Nummer-eins-Hit des schwedischen DJs nach Levels (2011) war nach den 12 Wochen an der Spitze weitere 7 Wochen auf Platz zwei. \| \| 20. September 2013 – 26. September 2013 1 Woche \| 1 \| Avicii \| You Make Me Salem Al Fakir, Tim Bergling, Ash Pournouri, Vincent Pontare \| Nur einmal hatte sich bislang ein Interpret in Schweden selbst auf Platz eins abgelöst: Samantha Fox im Jahr 1986. In dieser Woche war Avicii nicht nur bei Singles und Alben auf Platz eins, insgesamt hatte er 13 Lieder in den Top 60, drei davon unter den ersten Vier. \| \| 27. September 2013 – 14. November 2013 7 Wochen \| 7 \| Avicii \| Hey Brother Salem Al Fakir, Tim Bergling, Veronica Maggio, Ash Pournouri, Vincent Pontare, Dan Tyminski \| Drei Nummer-eins-Hits ohne Unterbrechung hatte in Schweden noch niemand. Und 20 Wochen in Folge an der Spitze stand zuvor nur Baccara mit dem Lied Yes Sir, I Can Boogie (1977/78). \| \| 15. November 2013 – 5. Dezember 2013 3 Wochen \| 3 \| Eminem feat. Rihanna \| The Monster Marshall Mathers, Robyn Fenty, Bryan Fryzel, Jon Bellion, Bebe Rexha, Aaron Kleinstub, Maki Athanasiou \| Nach Love the Way You Lie vor drei Jahren war es die zweite gemeinsame Nummer eins der beiden Superstars. \| \| 6. Dezember 2013 – 16. Januar 2014 6 Wochen \| 6 \| Pitbull feat. Kesha \| Timber Lee Oskar, Lukasz Gottwald, Henry Walter, Kesha Sebert, Armando Pérez, Priscilla Hamilton, Greg Errico, Jamie Sanderson, Breyan Stanley Isaac, Keri Oskar \| Beide Interpreten hatten zuvor mit eigenen Hits schon Platz zwei erreicht, Pitbull war 2011 als Gast von Jennifer Lopez bei On the Floor auch schon einmal auf Platz eins. \| |                                        |                                          | | |
| ← 2012 |                                        |                                          | | → 2014 → |
| Zeitraum | Wo. ges.                               | Interpret                                | Titel Autor(en) | Zusätzliche Informationen |
| (Zeitraum, Wochen auf Platz eins, Interpret, Titel, Autor[en], zusätzliche Informationen) |                                        |                                          | | |
| 28. Dezember 2012 – 3. Januar 2013 1 Woche | 1                                      | Imagine Dragons                          | Radioactive Alexander Grant, Dan Reynolds, Wayne Sermon, Ben McKee, Josh Mosser                                                                                  | – |
| 4. Januar 2013 – 10. Januar 2013 1 Woche | 1                                      | Darin                                    | En apa som liknar dig | In der dritten Staffel von Så mycket bättre sang Darin dieses Lied von Olle Ljungström aus dem gleichnamigen Album aus dem Jahr 2000. |
| 11. Januar 2013 – 31. Januar 2013 3 Wochen | 3                                      | Aki feat. Kapten Röd                     | När solen går ner | Der Rapper Aki ist Mitglied von Labyrint, der Dancehall-Musiker Kapten Röd war im Vorjahr schon auf dem Debütalbum der Gruppe vertreten gewesen. |
| 1. Februar 2013 – 21. Februar 2013 3 Wochen (insgesamt 4) | 4                                      | Passenger                                | Let Her Go Mike Rosenberg | – |
| 22. Februar 2013 – 7. März 2013 2 Wochen | 2                                      | Zara Larsson                             | Uncover Robert Habolin, Gavin Jones, Markus Sepehmanesh | Fünf Jahre nach ihrem Castingshowsieg hatte die junge Schwedin ihren ersten Hit, der auch in Norwegen Platz eins und in Dänemark Platz drei erreichte. |
| 8. März 2013 – 14. März 2013 1 Woche (insgesamt 4) | 4                                      | Passenger                                | Let Her Go Mike Rosenberg | – |
| 15. März 2013 – 18. April 2013 5 Wochen | 5                                      | Robin Stjernberg                         | You Joy Deb, Linnea Deb, Robin Stjernberg, Joakim Harestad Haukaas                                                                                               | Mit diesem Titel vertrat der ehemalige Castingshowfinalist Schweden beim Heim-Grand-Prix. |
| 19. April 2013 – 9. Mai 2013 3 Wochen | 3                                      | Pink feat. Nate Ruess                    | Just Give Me a Reason Jeff Bhasker, Alecia Moore, Nate Ruess | Auch bei ihrem ersten schwedischen Nummer-eins-Hit vor 12 Jahren hatte die US-Sängerin Unterstützung: Lady Marmalade sang sie im Quartett. |
| 10. Mai 2013 – 27. Juni 2013 7 Wochen | 7                                      | Macklemore & Ryan Lewis feat. Ray Dalton | Can’t Hold Us Ryan Lewis, Ben Haggerty, Ray Dalton | Mit dem ersten Hit Thrift Shop erreichte das Duo Platz zwei und war noch mehrere Wochen in den Top fünf, während der zweite Hit schon auf Platz eins stand. |
| 28. Juni 2013 – 19. September 2013 12 Wochen | 12                                     | Avicii                                   | Wake Me Up Tim Bergling, Mike Einziger, Aloe Blacc, Ash Pournouri                                                                                                | Der zweite Nummer-eins-Hit des schwedischen DJs nach Levels (2011) war nach den 12 Wochen an der Spitze weitere 7 Wochen auf Platz zwei. |
| 20. September 2013 – 26. September 2013 1 Woche | 1                                      | Avicii                                   | You Make Me Salem Al Fakir, Tim Bergling, Ash Pournouri, Vincent Pontare                                                                                         | Nur einmal hatte sich bislang ein Interpret in Schweden selbst auf Platz eins abgelöst: Samantha Fox im Jahr 1986. In dieser Woche war Avicii nicht nur bei Singles und Alben auf Platz eins, insgesamt hatte er 13 Lieder in den Top 60, drei davon unter den ersten Vier. |
| 27. September 2013 – 14. November 2013 7 Wochen | 7                                      | Avicii                                   | Hey Brother Salem Al Fakir, Tim Bergling, Veronica Maggio, Ash Pournouri, Vincent Pontare, Dan Tyminski                                                          | Drei Nummer-eins-Hits ohne Unterbrechung hatte in Schweden noch niemand. Und 20 Wochen in Folge an der Spitze stand zuvor nur Baccara mit dem Lied Yes Sir, I Can Boogie (1977/78).                                                                                         |
| 15. November 2013 – 5. Dezember 2013 3 Wochen | 3                                      | Eminem feat. Rihanna                     | The Monster Marshall Mathers, Robyn Fenty, Bryan Fryzel, Jon Bellion, Bebe Rexha, Aaron Kleinstub, Maki Athanasiou                                               | Nach Love the Way You Lie vor drei Jahren war es die zweite gemeinsame Nummer eins der beiden Superstars. |
| 6. Dezember 2013 – 16. Januar 2014 6 Wochen | 6                                      | Pitbull feat. Kesha                      | Timber Lee Oskar, Lukasz Gottwald, Henry Walter, Kesha Sebert, Armando Pérez, Priscilla Hamilton, Greg Errico, Jamie Sanderson, Breyan Stanley Isaac, Keri Oskar | Beide Interpreten hatten zuvor mit eigenen Hits schon Platz zwei erreicht, Pitbull war 2011 als Gast von Jennifer Lopez bei On the Floor auch schon einmal auf Platz eins.                                                                                                  |

## Alben
| ← 2012 ← | Liste der Nummer-eins-Hits in Schweden | Liste der Nummer-eins-Hits in Schweden | Liste der Nummer-eins-Hits in Schweden                         | 2014 → |
| \| Zeitraum \| Wo. ges. \| Interpret \| Titel \| Zusätzliche Informationen \| \| (Zeitraum, Wochen auf Platz eins, Interpret, Titel, zusätzliche Informationen) \| \| \| \| \| \| ------------------------------------------------------------------------------ \| -------- \| --------------- \| -------------------------------------------------------------- \| --------------------------------------------------------------------------------------------------------------------------------------------------------------------------------------------------------------------------------------------------------------------------------------------------------------- \| \| 23. November 2012 – 7. Februar 2013 11 Wochen (insgesamt 15) \| 15 \| Mando Diao \| Infruset \| Nach fünf Top-10-Platzierungen mit ihren Studioalben ist es das erste Nummer-eins-Album in ihrer Heimat. Seit 1994 war kein Interpret mehr so lange an der Spitze der schwedischen Albumcharts. \| \| 8. Februar 2013 – 14. Februar 2013 1 Woche \| 1 \| Darin \| Exit \| Seit seinem Castingshowfinale 2004 ist es das fünfte Album auf Platz eins für den kurdisch-schwedischen Popstar. \| \| 15. Februar 2013 – 7. März 2013 3 Wochen (insgesamt 15) \| 15 \| Mando Diao \| Infruset \| – \| \| 8. März 2013 – 14. März 2013 1 Woche \| 1 \| Top Cats \| Smashing to the Ground \| Zwei Jahre zuvor war die Rockabillyband mit ihrem Debütalbum noch auf Platz zwei stehengeblieben, Album Nummer drei stieg bis an die Spitze. \| \| 15. März 2013 – 21. März 2013 1 Woche \| 1 \| David Bowie \| The Next Day \| Es ist nach 1983 mit Let’s Dance erst das zweite Mal, dass Bowie mit einem Album Platz eins belegt; es ist sein 32. Album in den schwedischen Charts seit 1976. \| \| 22. März 2013 – 28. März 2013 1 Woche \| 1 \| Bon Jovi \| What About Now \| Zum dritten Mal ist die Band um Jon Bon Jovi Spitzenreiter, zum zweiten Mal in Folge nach dem Greatest-Hits-Album 2010. \| \| 29. März 2013 – 4. April 2013 1 Woche \| 1 \| Depeche Mode \| Delta Machine \| Seit 1997 erreichten von zehn Alben der Band sechs Platz eins. \| \| 5. April 2013 – 18. April 2013 2 Wochen \| 2 \| Yohio \| Break the Border \| Der in auffälligem japanischen Stil auftretende Musiker hatte seinen Durchbruch beim Melodifestivalen; nachdem er knapp den Sieg verfehlt hatte, stieg sein Debütalbum auf Platz eins ein. \| \| 19. April 2013 – 25. April 2013 1 Woche \| 1 \| Ghost \| Infestissumam \| Mit dem zweiten Album schaffte die Heavy-Metal-Band international den Durchbruch und erreichte sogar in USA Platz 28. \| \| 26. April 2013 – 2. Mai 2013 1 Woche \| 1 \| Håkan Hellström \| Det kommer aldrig va över för mig \| Fünf Alben hatte der Musiker aus Göteborg schon auf Platz eins, aber mit mehr als eineinhalb Jahren in den schwedischen Charts und Platz zwei bei den Nachbarn in Norwegen ist dieses sein mit Abstand erfolgreichstes. \| \| 3. Mai 2013 – 20. Juni 2013 7 Wochen (insgesamt 8) \| 8 \| Gyllene Tider \| Dags att tänka på refrängen \| Seit 1980 hat die erste Band von Per Gessle in jedem Jahrzehnt mindestens ein Nummer-eins-Album gehabt. \| \| 21. Juni 2013 – 27. Juni 2013 1 Woche \| 1 \| Black Sabbath \| 13 \| 19 Alben hatten die Metal-Rocker in den Charts, davon vier in den Top 10 und nach 37 Jahren das erste Album auf Platz eins. \| \| 28. Juni 2013 – 11. Juli 2013 2 Wochen (insgesamt 7) \| 7 \| Lasse Stefanz \| Trouble Boys \| Zum achten Mal ist die Country-Dansband auf Platz eins, zum ersten Mal nimmt sie die Position mehr als drei Wochen ein. \| \| 12. Juli 2013 – 18. Juli 2013 1 Woche (insgesamt 8) \| 8 \| Gyllene Tider \| Dags att tänka på refrängen \| – \| \| 19. Juli 2013 – 22. August 2013 5 Wochen (insgesamt 7) \| 7 \| Lasse Stefanz \| Trouble Boys \| – \| \| 23. August 2013 – 29. August 2013 1 Woche \| 1 \| Watain \| The Wild Hunt \| Die zweite schwedische Metalband, die in diesem Jahr mit dem zweiten Album den Durchbruch über die Landesgrenzen hinaus schafft. \| \| 30. August 2013 – 5. September 2013 1 Woche \| 1 \| Bob Dylan \| The Bootleg Series Vol. 10 – Another Self Portrait (1969–1971) \| Nur in Schweden schaffte es das Album bis ganz an die Spitze, es ist das vierte Dylan-Album auf Platz eins, das erste der Bootleg-Serie. \| \| 6. September 2013 – 12. September 2013 1 Woche \| 1 \| Eric Saade \| Forgive Me \| Für den in ganz Nordeuropa erfolgreichen Sänger ist es das dritte Nummer-eins-Album in Folge, mit nur fünf Wochen in den Charts ist es aber auch eines der kurzlebigsten. \| \| 13. September 2013 – 19. September 2013 1 Woche \| 1 \| Rodriguez \| Searching for Sugar Man Soundtrack \| Der kuriose Fall eines US-Musikers, der nach dem Ende seiner Karriere ohne es zu wissen zum Kultstar in Südafrika wurde und Jahrzehnte später wiederentdeckt wurde. In Schweden erreichte das Album nach einem halben Jahr Platz drei und stieg nach über einem Jahr nach Veröffentlichung erst auf Platz eins. \| \| 20. September 2013 – 26. September 2013 1 Woche (insgesamt 12) \| 12 \| Avicii \| True \| In der Veröffentlichungswoche waren auch alle zehn Titel des Albums in den Singlecharts. Danach blieb das Album 54 Wochen, also über ein Jahr ununterbrochen in den Top 10 inklusive sechsmaliger Rückkehr auf Platz eins. \| \| 27. September 2013 – 3. Oktober 2013 1 Woche \| 1 \| Lars Winnerbäck \| Hosianna \| Für den erfolgreichen schwedischsprachigen Musiker aus Stockholm ist es nach vierjähriger Pause das siebte Nummer-eins-Album in Folge, das achte insgesamt. \| \| 4. Oktober 2013 – 10. Oktober 2013 1 Woche (insgesamt 12) \| 12 \| Avicii \| True \| – \| \| 11. Oktober 2013 – 31. Oktober 2013 3 Wochen \| 3 \| Veronica Maggio \| Handen i fickan fast jag bryr mig \| An den großen Erfolg von Satan i gatan 2011 knüpft die Sängerin aus Uppsala mit ihrem zweiten Nummer-eins-Album an. \| \| 1. November 2013 – 7. November 2013 1 Woche \| 1 \| Tomas Ledin \| Höga kusten \| Fast 50 Jahre währt die Karriere des nordschwedischen Musikers, zum siebten Mal stand er an der Spitze der Albumcharts. \| \| 8. November 2013 – 14. November 2013 1 Woche \| 1 \| Stiftelsen \| Dopet \| Nachdem die Band im Vorjahr einen großen Singlehit gehabt hatte, gelang ihr mit ihrem zweiten Album auch eine Nummer-eins-Platzierung in den Albumcharts. \| \| 15. November 2013 – 28. November 2013 2 Wochen (insgesamt 12) \| 12 \| Avicii \| True \| – \| \| 29. November 2013 – 5. Dezember 2013 1 Woche \| 1 \| One Direction \| Midnight Memories \| Das Teeniepop-Phänomen der 2010er reihte das dritte Nummer-eins-Album auf, alle drei blieben auch mindestens ein Jahr in den Charts. \| \| 6. Dezember 2013 – 12. Dezember 2013 1 Woche \| 1 \| Ulf Lundell \| Trunk \| Ein weiterer schwedischer Musikveteran mit einer fast 40-jährigen Karriere setzt seine Popularität in eine Nummer-eins-Platzierung um, von seinen 42 Chartalben ist es das 13. an der Spitze. \| \| 13. Dezember 2013 – 2. Januar 2014 3 Wochen \| 3 \| Lasse Stefanz \| Lasse Stefanz stora julparty \| Zum zweiten Mal nach 2007 schafft es die Band mit zwei Alben in einem Jahr auf Platz eins. Das Weihnachtsalbum ist zugleich ihr 40. Chartalbum in 37 Jahren. \| |                                        |                                        |                                                                | |
| ← 2012 |                                        |                                        |                                                                | → 2014 → |
| Zeitraum | Wo. ges.                               | Interpret                              | Titel                                                          | Zusätzliche Informationen |
| (Zeitraum, Wochen auf Platz eins, Interpret, Titel, zusätzliche Informationen) |                                        |                                        |                                                                | |
| 23. November 2012 – 7. Februar 2013 11 Wochen (insgesamt 15) | 15                                     | Mando Diao                             | Infruset                                                       | Nach fünf Top-10-Platzierungen mit ihren Studioalben ist es das erste Nummer-eins-Album in ihrer Heimat. Seit 1994 war kein Interpret mehr so lange an der Spitze der schwedischen Albumcharts. |
| 8. Februar 2013 – 14. Februar 2013 1 Woche | 1                                      | Darin                                  | Exit                                                           | Seit seinem Castingshowfinale 2004 ist es das fünfte Album auf Platz eins für den kurdisch-schwedischen Popstar. |
| 15. Februar 2013 – 7. März 2013 3 Wochen (insgesamt 15) | 15                                     | Mando Diao                             | Infruset                                                       | – |
| 8. März 2013 – 14. März 2013 1 Woche | 1                                      | Top Cats                               | Smashing to the Ground                                         | Zwei Jahre zuvor war die Rockabillyband mit ihrem Debütalbum noch auf Platz zwei stehengeblieben, Album Nummer drei stieg bis an die Spitze. |
| 15. März 2013 – 21. März 2013 1 Woche | 1                                      | David Bowie                            | The Next Day                                                   | Es ist nach 1983 mit Let’s Dance erst das zweite Mal, dass Bowie mit einem Album Platz eins belegt; es ist sein 32. Album in den schwedischen Charts seit 1976. |
| 22. März 2013 – 28. März 2013 1 Woche | 1                                      | Bon Jovi                               | What About Now                                                 | Zum dritten Mal ist die Band um Jon Bon Jovi Spitzenreiter, zum zweiten Mal in Folge nach dem Greatest-Hits-Album 2010. |
| 29. März 2013 – 4. April 2013 1 Woche | 1                                      | Depeche Mode                           | Delta Machine                                                  | Seit 1997 erreichten von zehn Alben der Band sechs Platz eins. |
| 5. April 2013 – 18. April 2013 2 Wochen | 2                                      | Yohio                                  | Break the Border                                               | Der in auffälligem japanischen Stil auftretende Musiker hatte seinen Durchbruch beim Melodifestivalen; nachdem er knapp den Sieg verfehlt hatte, stieg sein Debütalbum auf Platz eins ein. |
| 19. April 2013 – 25. April 2013 1 Woche | 1                                      | Ghost                                  | Infestissumam                                                  | Mit dem zweiten Album schaffte die Heavy-Metal-Band international den Durchbruch und erreichte sogar in USA Platz 28. |
| 26. April 2013 – 2. Mai 2013 1 Woche | 1                                      | Håkan Hellström                        | Det kommer aldrig va över för mig                              | Fünf Alben hatte der Musiker aus Göteborg schon auf Platz eins, aber mit mehr als eineinhalb Jahren in den schwedischen Charts und Platz zwei bei den Nachbarn in Norwegen ist dieses sein mit Abstand erfolgreichstes.                                                                                         |
| 3. Mai 2013 – 20. Juni 2013 7 Wochen (insgesamt 8) | 8                                      | Gyllene Tider                          | Dags att tänka på refrängen                                    | Seit 1980 hat die erste Band von Per Gessle in jedem Jahrzehnt mindestens ein Nummer-eins-Album gehabt. |
| 21. Juni 2013 – 27. Juni 2013 1 Woche | 1                                      | Black Sabbath                          | 13                                                             | 19 Alben hatten die Metal-Rocker in den Charts, davon vier in den Top 10 und nach 37 Jahren das erste Album auf Platz eins. |
| 28. Juni 2013 – 11. Juli 2013 2 Wochen (insgesamt 7) | 7                                      | Lasse Stefanz                          | Trouble Boys                                                   | Zum achten Mal ist die Country-Dansband auf Platz eins, zum ersten Mal nimmt sie die Position mehr als drei Wochen ein. |
| 12. Juli 2013 – 18. Juli 2013 1 Woche (insgesamt 8) | 8                                      | Gyllene Tider                          | Dags att tänka på refrängen                                    | – |
| 19. Juli 2013 – 22. August 2013 5 Wochen (insgesamt 7) | 7                                      | Lasse Stefanz                          | Trouble Boys                                                   | – |
| 23. August 2013 – 29. August 2013 1 Woche | 1                                      | Watain                                 | The Wild Hunt                                                  | Die zweite schwedische Metalband, die in diesem Jahr mit dem zweiten Album den Durchbruch über die Landesgrenzen hinaus schafft. |
| 30. August 2013 – 5. September 2013 1 Woche | 1                                      | Bob Dylan                              | The Bootleg Series Vol. 10 – Another Self Portrait (1969–1971) | Nur in Schweden schaffte es das Album bis ganz an die Spitze, es ist das vierte Dylan-Album auf Platz eins, das erste der Bootleg-Serie. |
| 6. September 2013 – 12. September 2013 1 Woche | 1                                      | Eric Saade                             | Forgive Me                                                     | Für den in ganz Nordeuropa erfolgreichen Sänger ist es das dritte Nummer-eins-Album in Folge, mit nur fünf Wochen in den Charts ist es aber auch eines der kurzlebigsten. |
| 13. September 2013 – 19. September 2013 1 Woche | 1                                      | Rodriguez                              | Searching for Sugar Man Soundtrack                             | Der kuriose Fall eines US-Musikers, der nach dem Ende seiner Karriere ohne es zu wissen zum Kultstar in Südafrika wurde und Jahrzehnte später wiederentdeckt wurde. In Schweden erreichte das Album nach einem halben Jahr Platz drei und stieg nach über einem Jahr nach Veröffentlichung erst auf Platz eins. |
| 20. September 2013 – 26. September 2013 1 Woche (insgesamt 12) | 12                                     | Avicii                                 | True                                                           | In der Veröffentlichungswoche waren auch alle zehn Titel des Albums in den Singlecharts. Danach blieb das Album 54 Wochen, also über ein Jahr ununterbrochen in den Top 10 inklusive sechsmaliger Rückkehr auf Platz eins.                                                                                      |
| 27. September 2013 – 3. Oktober 2013 1 Woche | 1                                      | Lars Winnerbäck                        | Hosianna                                                       | Für den erfolgreichen schwedischsprachigen Musiker aus Stockholm ist es nach vierjähriger Pause das siebte Nummer-eins-Album in Folge, das achte insgesamt. |
| 4. Oktober 2013 – 10. Oktober 2013 1 Woche (insgesamt 12) | 12                                     | Avicii                                 | True                                                           | – |
| 11. Oktober 2013 – 31. Oktober 2013 3 Wochen | 3                                      | Veronica Maggio                        | Handen i fickan fast jag bryr mig                              | An den großen Erfolg von Satan i gatan 2011 knüpft die Sängerin aus Uppsala mit ihrem zweiten Nummer-eins-Album an. |
| 1. November 2013 – 7. November 2013 1 Woche | 1                                      | Tomas Ledin                            | Höga kusten                                                    | Fast 50 Jahre währt die Karriere des nordschwedischen Musikers, zum siebten Mal stand er an der Spitze der Albumcharts. |
| 8. November 2013 – 14. November 2013 1 Woche | 1                                      | Stiftelsen                             | Dopet                                                          | Nachdem die Band im Vorjahr einen großen Singlehit gehabt hatte, gelang ihr mit ihrem zweiten Album auch eine Nummer-eins-Platzierung in den Albumcharts. |
| 15. November 2013 – 28. November 2013 2 Wochen (insgesamt 12) | 12                                     | Avicii                                 | True                                                           | – |
| 29. November 2013 – 5. Dezember 2013 1 Woche | 1                                      | One Direction                          | Midnight Memories                                              | Das Teeniepop-Phänomen der 2010er reihte das dritte Nummer-eins-Album auf, alle drei blieben auch mindestens ein Jahr in den Charts. |
| 6. Dezember 2013 – 12. Dezember 2013 1 Woche | 1                                      | Ulf Lundell                            | Trunk                                                          | Ein weiterer schwedischer Musikveteran mit einer fast 40-jährigen Karriere setzt seine Popularität in eine Nummer-eins-Platzierung um, von seinen 42 Chartalben ist es das 13. an der Spitze. |
| 13. Dezember 2013 – 2. Januar 2014 3 Wochen | 3                                      | Lasse Stefanz                          | Lasse Stefanz stora julparty                                   | Zum zweiten Mal nach 2007 schafft es die Band mit zwei Alben in einem Jahr auf Platz eins. Das Weihnachtsalbum ist zugleich ihr 40. Chartalbum in 37 Jahren. |